# 価値 (マーケティング)
マーケティングにおける価値（英: value）は顧客が知覚する効用と費用の差である。「顧客にとっての」価値であることを強調して顧客価値（英: customer value） 、「顧客が主観的に知覚する」ことを強調して顧客知覚価値（英: customer-perceived value, CPV）とも呼ばれる。

## 概要
顧客価値は顧客が主観的に知覚する効用と費用の差である（≈消費者余剰）。
主観価値 = 主観効用 - 主観費用

（価値 = 効用 - 費用）
効用・費用はそれぞれの顧客の主観的評価に基づく。ゆえに価値は文脈（例: 時間、場所、環境）によって異なる。価値の源泉となる要因には感情・精神・身体、社会的・経済的・文化的・環境的要因など様々ある。人間のニーズは効用の源泉である。ニーズに近い言葉としてジョブがあるが、ジョブの重要性とジョブを手助けする度合いを価値として定義することができる。その価値は下記の分類のもので構成されている。
- 機能的価値：提供物自体の機能（働き）が顧客に提供する価値
- 金銭的価値：支払われた価格の関数が、価値があると認識されたオファリングに関連している場合である。この値は、他の値と金銭的コストの間のトレードオフを招く。
- 社会的価値：製品を所有したり、サービスを受けることで、消費者が他の人とつながりを持てたり、他の人とのつながりを改善できること
- 心理的価値：製品が消費者に自己を表現したり気分を良くしたりできること

組織が価値を提供するには、その価値・コスト比率を向上させる必要がある。組織が高価値を高価格で提供する場合、知覚価値は低くなる。低価格で高価値を提供する場合、知覚価値は高くなる。高い知覚価値を提供するための鍵は、個人または組織のそれぞれに価値を付加することである。つまり、提供物が期待を超えると信じ込ませ、問題の解決、解決策の提供、結果の提供を行い、顧客を幸せにすることである。
カポとハルバートは価値へ影響する要素として「認識された代替品」「独自の価値」「価格/品質」を挙げた。
ゼイタムルは、低価格、品質とコストパフォーマンス、機能という3つの消費者定義の価値を研究した。 この調査では、知覚された価値は、受け取ったものと与えられたものの知覚に基づいた、製品の有用性に関する顧客の全体的な評価であると結論付けられた。安い価格で価値を見ている顧客もいれば、得られた量で価値を見ている顧客も存在する。
価値の源泉は問題解決にあるという見方がある一方、感情への対処に強く依るという見方も存在する（de Ternay）。
顧客価値は、ある見込み客がある製品を他の製品と比較した場合の、ある製品の利点とコストに対する、評価の差分とも定義できる。総顧客価値 (total market offering) には競合他社と市場での提供や価格と比較した、製造元の評判、製造元の代表者、製品のメリット、技術的特性なども含まれる。学術団体については、1951年4月21日、日本商業学会が慶應義塾大学教授向井鹿松を初代会長として設立された。

## 顧客価値分析
マーケティングにおいて顧客価値は大きな意味を持つ。ゆえに顧客価値分析を実施して他の競合他社と比較した会社の長所と短所を明確にする。手順は次の通りである。
- 製品とベンダーを選択するために顧客が評価する主な属性と利点を特定する。
- さまざまな属性と利点の定量的重要性を評価する。
- 各属性と利点に関する自社と競合他社の実力を評価する。
- 特定のセグメントの顧客が、各属性で主要な競合他社に対してどのように自社を評価したかを調査する。
- 顧客知覚価値を長期に渡って観測する。